# Peter Lehrecke

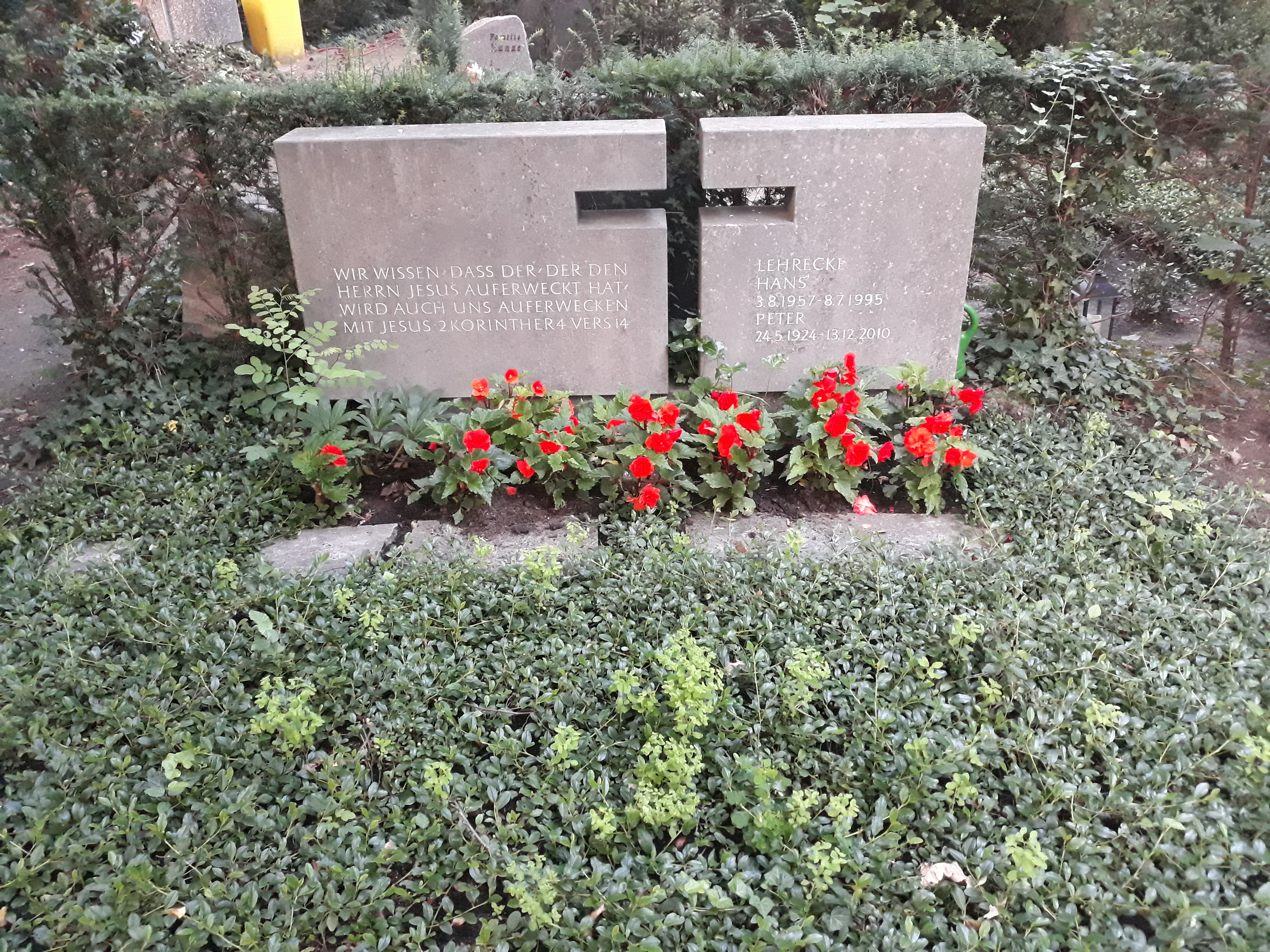
Das Grab von Peter Lehrecke auf dem Friedhof Heerstraße in Berlin

Peter Lehrecke (* 24. Mai 1924 in Dresden; † 13. Dezember 2010 in Berlin) war ein deutscher Architekt und Hochschullehrer an der Technischen Universität Berlin.
Lehrecke gilt als einer der führenden Vertreter des evangelischen Kirchenbaus nach dem Zweiten Weltkrieg. Als Student an der Technischen Universität Berlin erhielt er wesentliche theologische Impulse von Eberhard Bethge, dem Biografen und Freund Dietrich Bonhoeffers, die sein späteres Schaffen als Kirchenbaumeister nachhaltig beeinflusst haben. Viele der Bauten Lehreckes stehen mittlerweile als Baudenkmal unter Denkmalschutz.
Lehrecke war Mitglied der Berliner Wissenschaftlichen Gesellschaft.

## Bauten
- 1956: Kirche zur Heimat in Berlin-Zehlendorf (zusammen mit seinem Vater Wilhelm Lehrecke; Baudenkmal)
- 1959: Bibliotheksgebäude der Kirchlichen Hochschule in Berlin-Zehlendorf (Baudenkmal)
- 1962: Betsaal und Gemeindehaus der Herrnhuter Brüdergemeine in Berlin-Neukölln (Baudenkmal)
- 1960: Evangelisches Studentenwohnheim Eichkamp (heute: Wohnheim Dauerwaldweg) in Berlin-Westend (Baudenkmal)
- 1963: Patmos-Kirche in Berlin-Steglitz (Baudenkmal)
- 1966: Evangelisches Studentenwohnheim Albert Schweitzer Haus in Wien (zusammen mit Friedrich Rollwagen) unter Einbezug der barocken Fassade der kriegszerstörten Schwarzspanierkirche
- 1968: Umbau der Kirche Zum Guten Hirten in Berlin-Friedenau
- 1968: Gemeindezentrum Die Arche in Wolfsburg (heute Jugendherberge Wolfsburg)
- 1970: Gemeindezentrum der Reformationskirche in Berlin-Moabit (mit Umbau der Kirche; zusammen mit Siegfried Radtke)
- 1971: Gemeindezentrum der Dietrich-Bonhoeffer-Gemeinde in Berlin-Lankwitz
- 1973: Ökumenisches Kirchenzentrum Baunatal-Altenbauna
- 1974: Gemeindezentrum der Lukasgemeinde in Hildesheim
- 1975: Evangelisches Gemeindezentrum Hermann-Stöhr-Haus in Berlin-Westend (zusammen mit Rainald Neumann)
- 1987: Umbau der Pauluskirche in Berlin-Lichterfelde

## Bilder

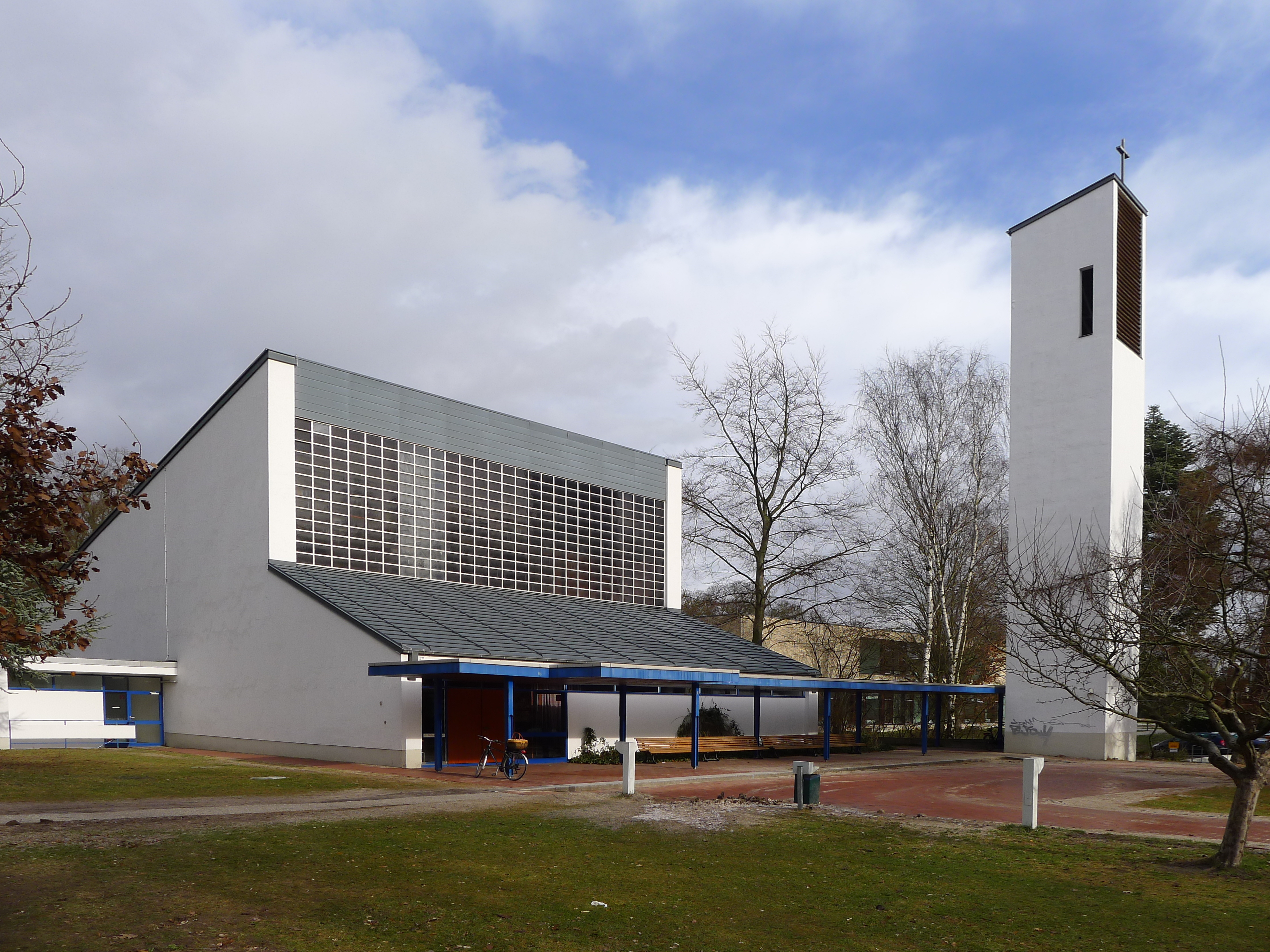
Kirche zur Heimat (1956), Außenansicht
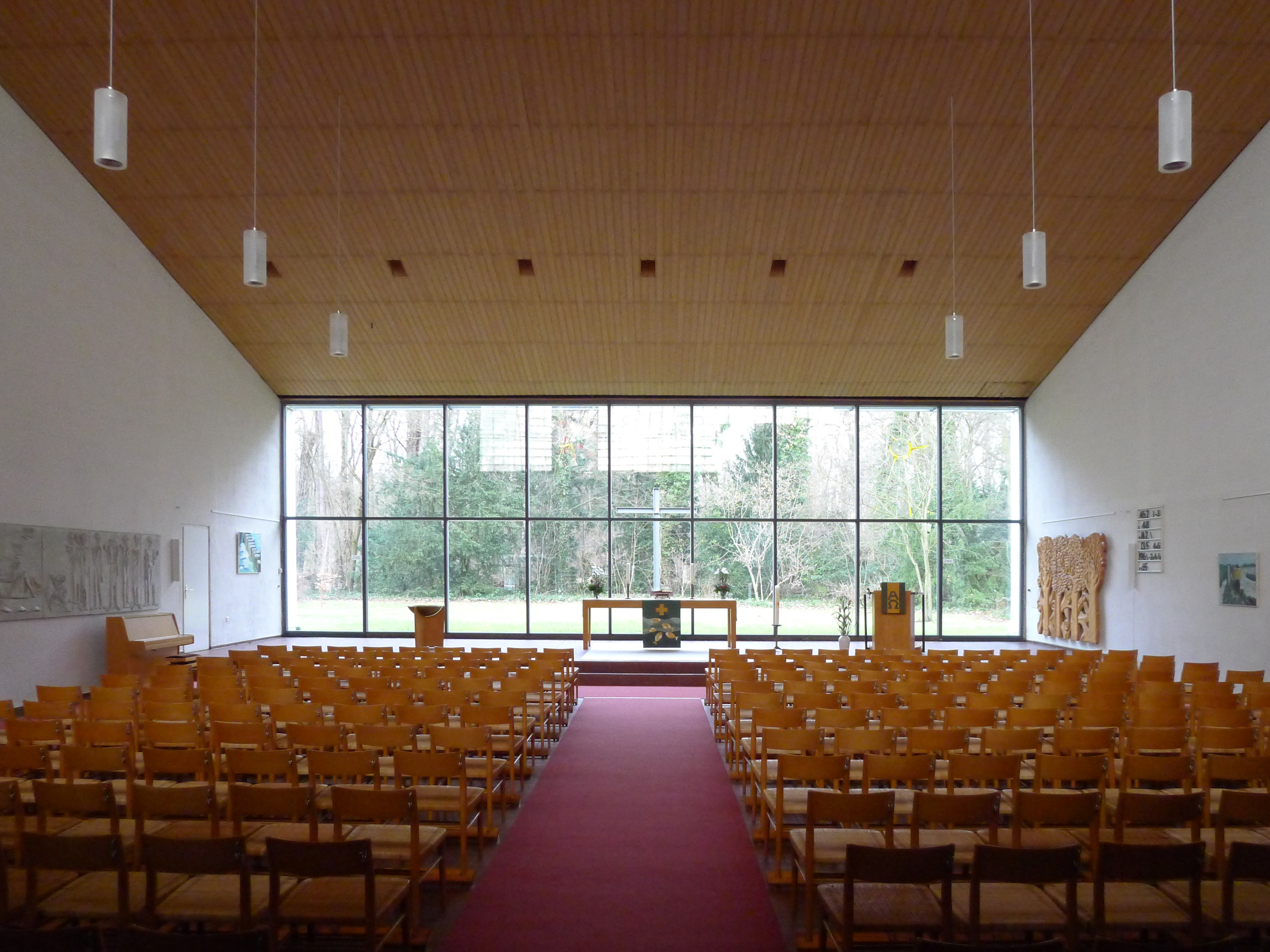
Kirche zur Heimat (1956), Blick zum Altar
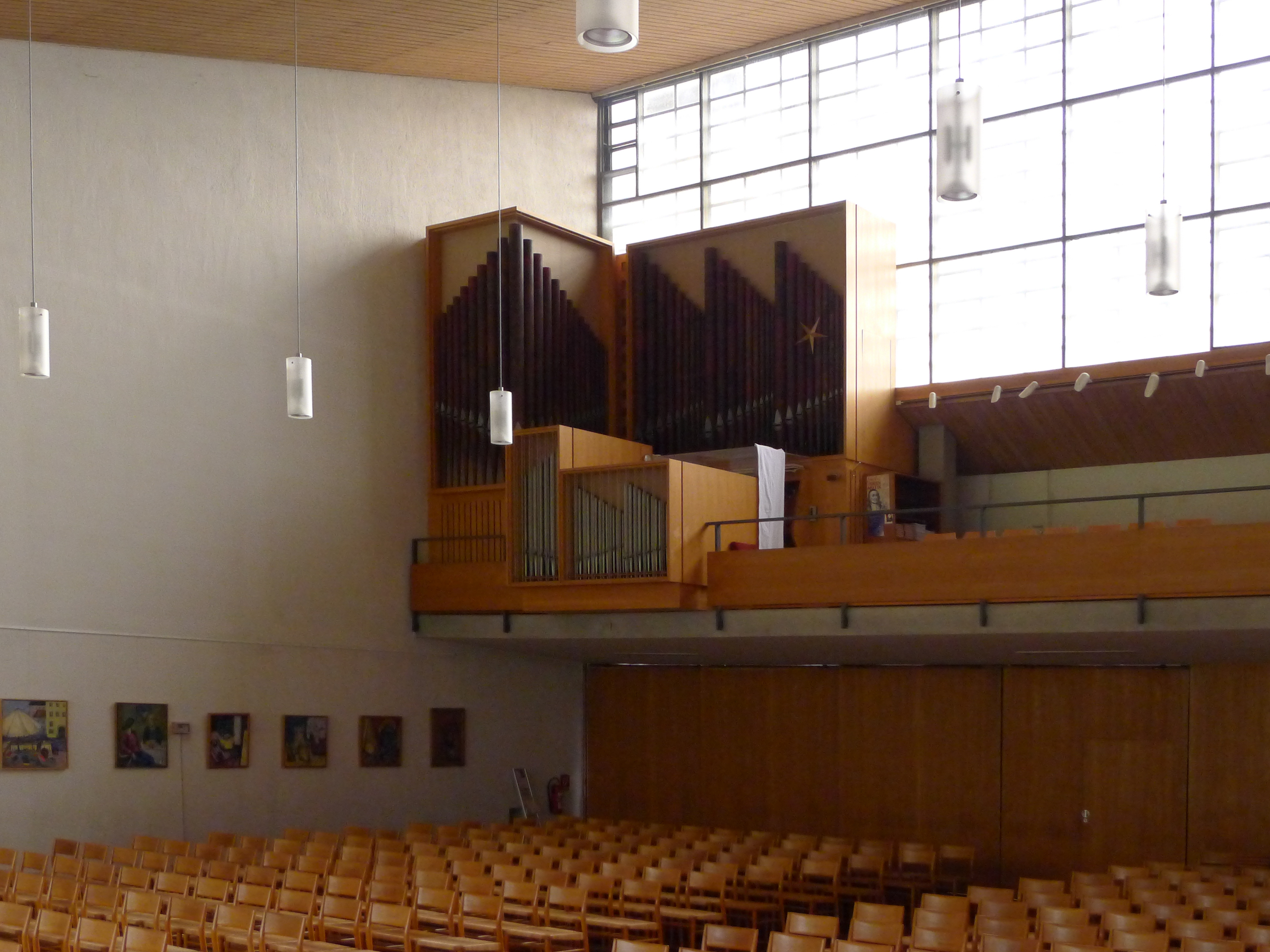
Kirche zur Heimat (1956), Blick zur Orgelempore
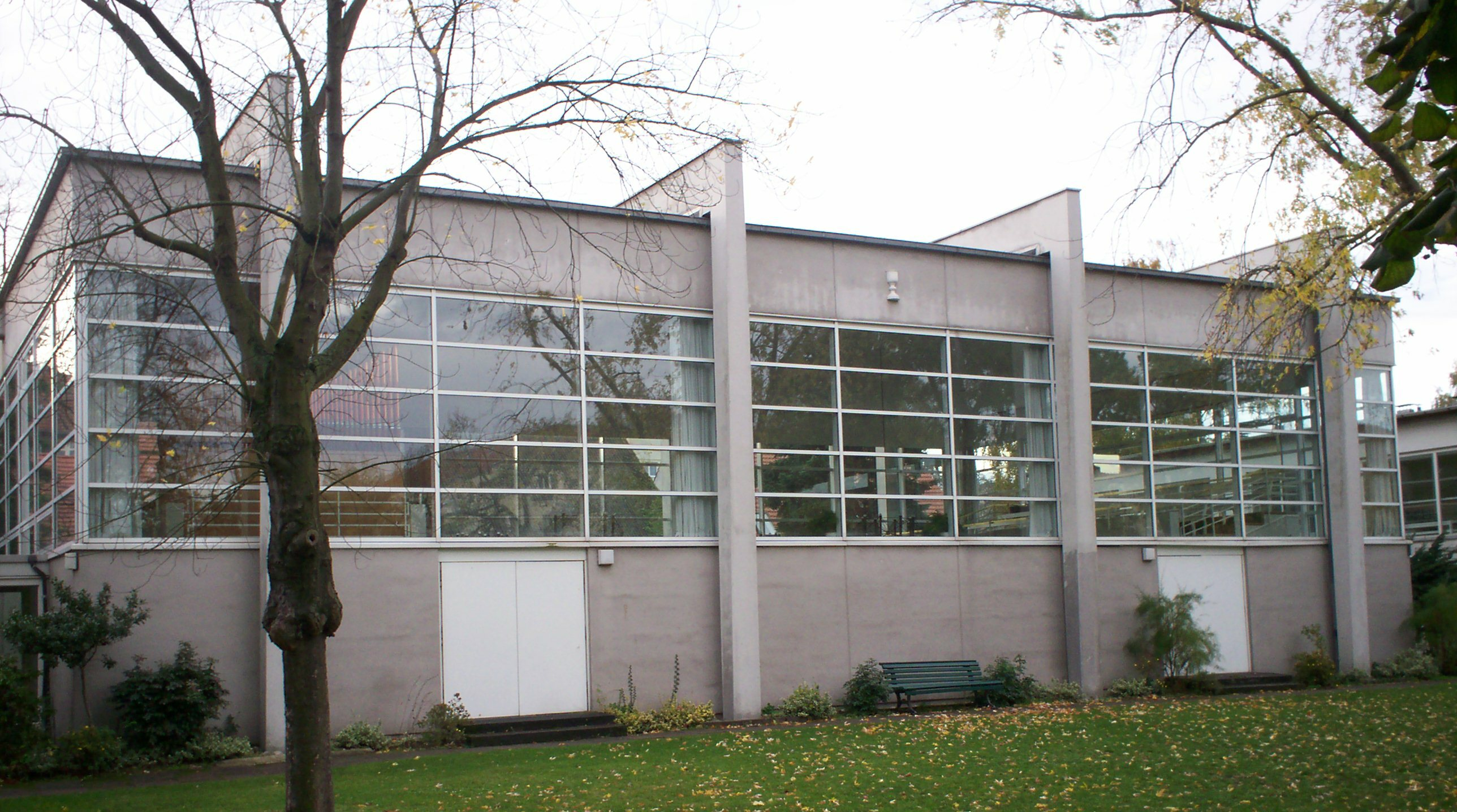
Betsaal der Herrnhuter Brüdergemeine (1962), Außenansicht
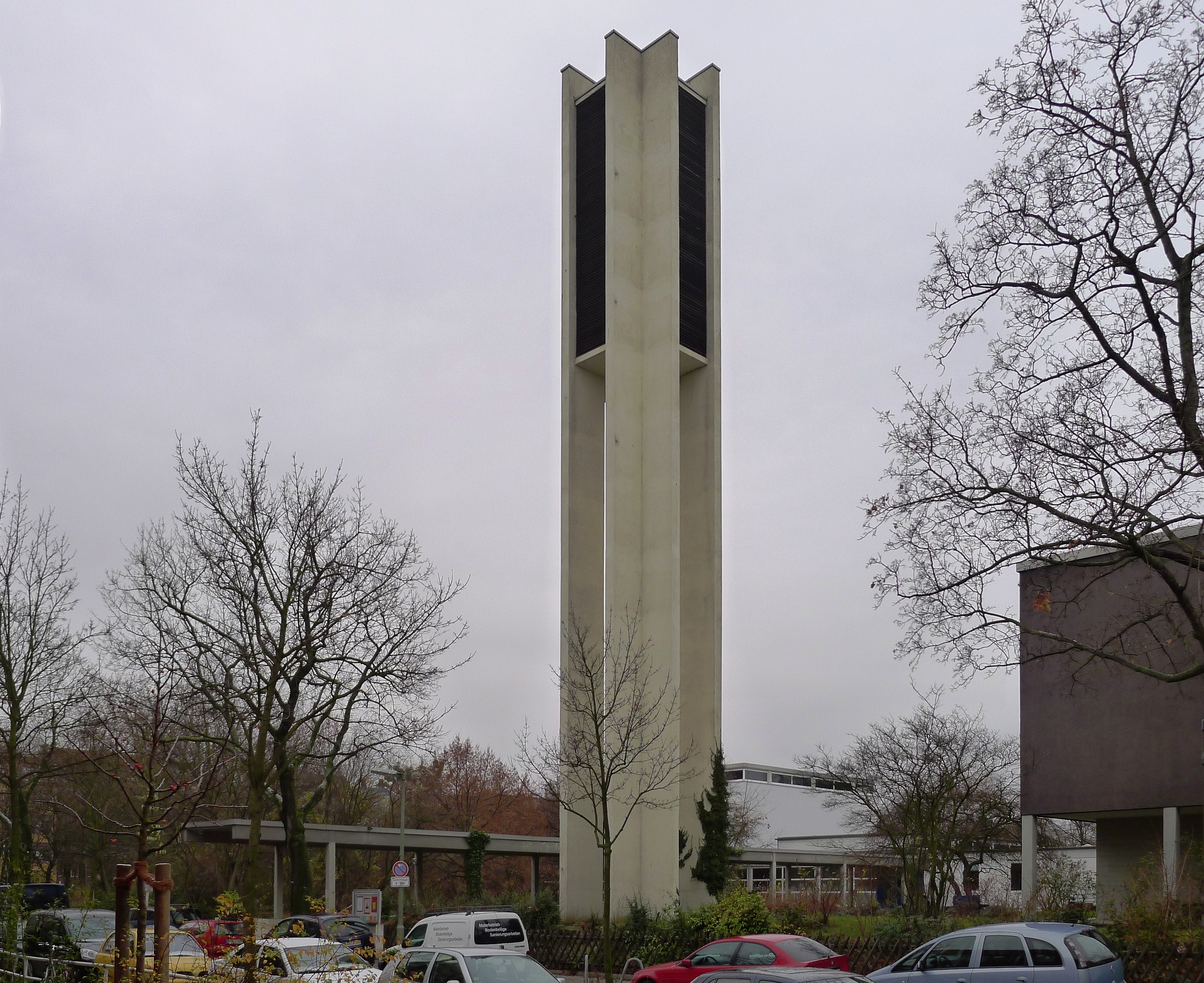
Patmos-Kirche (1963), freistehender Kirchturm
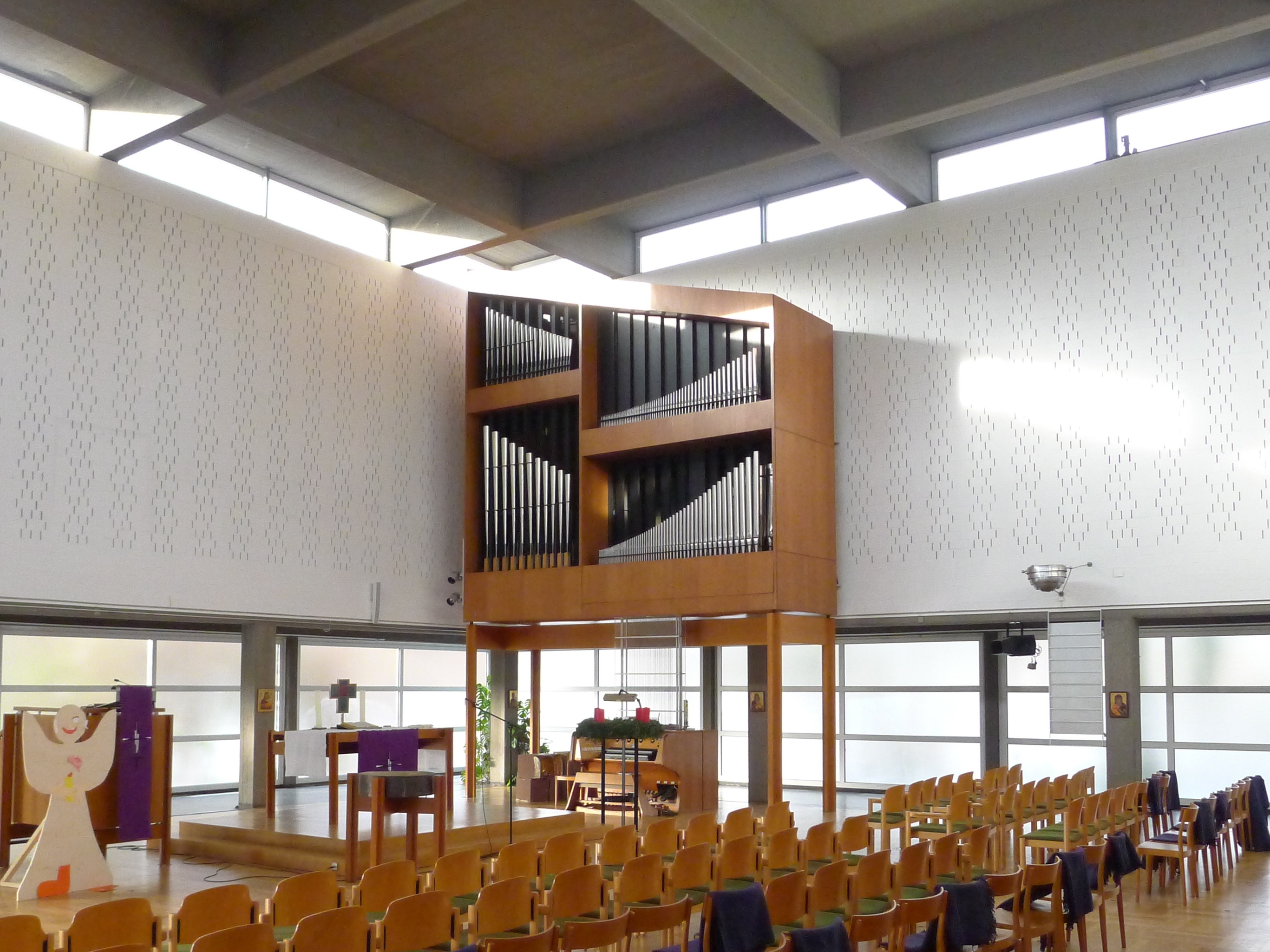
Patmos-Kirche (1963), Blick zur Orgel
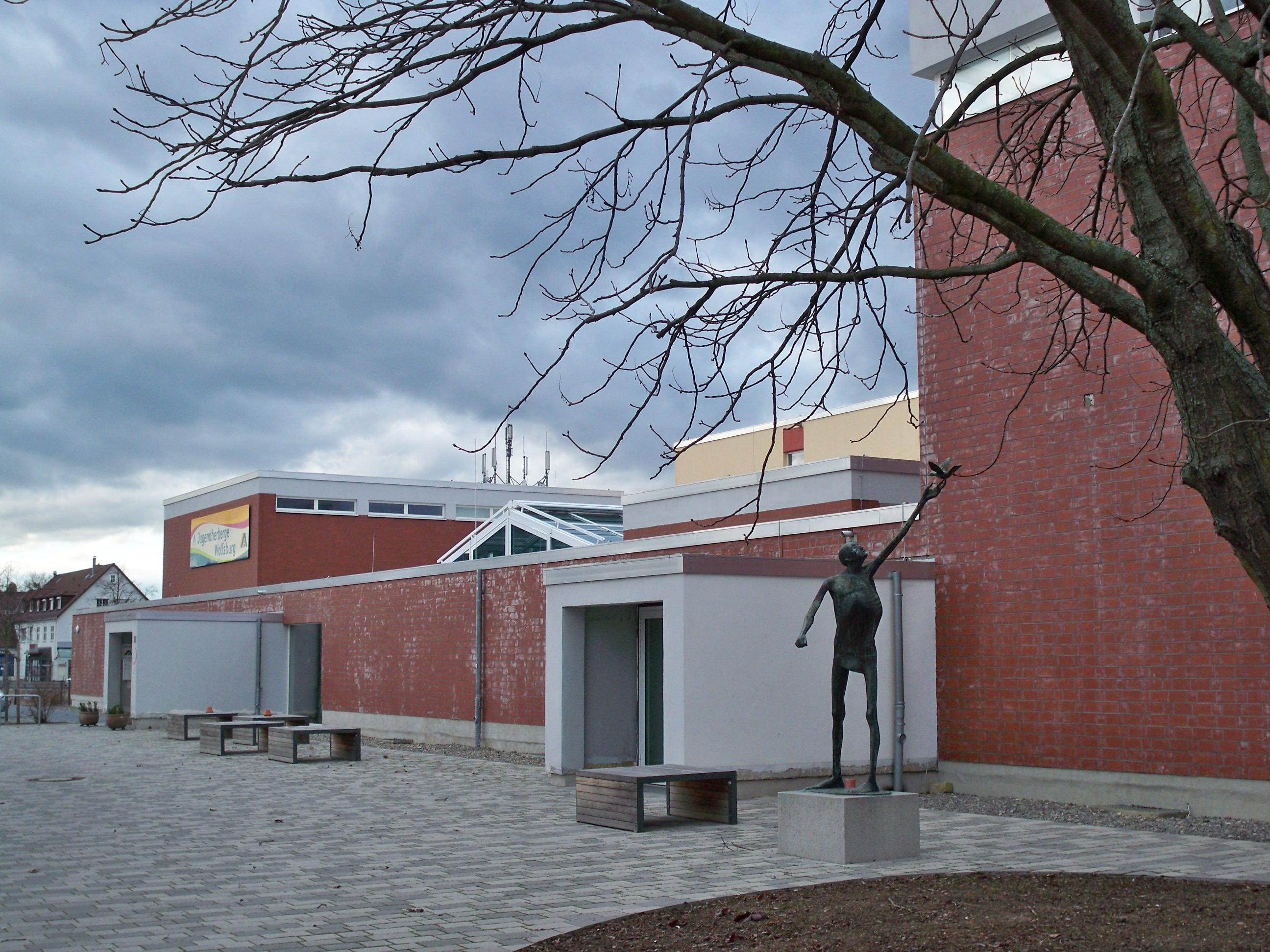
Gemeindezentrum Die Arche (1968)